# عيسى بن طهمان
عيسى بن طهمان بن رامة الجشمي أَبُو بكر البَصْرِيّ، تابعي بصري، وأحد رواة الحديث النبوي.

## روايته للحديث النبوي
- روى عن: أنس بن مالك، وثابت البناني والمساور مولى أَبِي برزة الأَسلميّ، وأبي صادق الأزدي.
- روى عنه: أَبُو المنذر إسماعيل بن عُمَر الواسطي، وخالد بن عَبْد الرحمن الخراساني، وخلف بن تميم، وخالد بن يحيى، وزيد بْن أَبي الزرقاء، وأَبُو قُتَيبة سلم بن قتيبة، وسلام بن سُلَيْمان المدائني، وعبد الله بن المبارك، وأَبُو مُحَمَّد عُبَيد بن عَبْد الرحمن التَّيْمِيّ البزاز الأَعور مولى الصلت بْن بهرام، وعَمْرو بْن مُحَمَّد العنقزي، وأَبُو نعيم الفضل بن دكين، وقبيصة بن عقبة، ومحمد بن سابق، وأَبُو النضر هاشم بْن الْقَاسِم، ووكيع بن الجراح، ويحيى بن آدم، وأَبُو أَحْمَد الزبيري.[1]
- الجرح والتعديل: قال أحمد بن حنبل: «شيخ، ثقة»، وعن حنبل بن إسحاق: «ليس به بأس»، وكذلك قال يحيى بن معين وعباس الدوري والنسائي، قال يحيى بن معين: «بصري صار إلى الكوفة ثقة، لقيه أَبُو النضر ببغداد»، وقال أبو حاتم الرازي: «لا بأس به، يشبه حديثه حديث أهل الصدق، ما بحديثه بأس»، وقال أبو داود: «لا بأس به، أحاديثه مستقيمة»، روى له محمد بن إسماعيل البخاري، والترمذي فِي الشمائل المحمدية، والنسائي.[1]